# اس‌اس کمبریج (۱۹۱۶)
اس‌اس کمبریج (۱۹۱۶) (به انگلیسی: SS Cambridge (1916)) یک کشتی بود که طول آن ۵۲۴٫۵ فوت (۱۵۹٫۹ متر) بود. این کشتی در سال ۱۹۱۶ ساخته شد.